# Arrondissement municipali della Francia
Gli arrondissement municipali della Francia sono suddivisioni amministrative previste in ambito comunale per le tre maggiori città francesi: Parigi, Marsiglia, Lione.
La riorganizzazione amministrativa di queste e dei loro arrondissement è stata definita dalla legge nº 82-1169 del 31 dicembre 1982, detta legge PML, acronimo dei nomi dei tre grandi centri urbani. Al mese di dicembre 2019, i 45 arrondissement municipali presenti in Francia risultano così ripartiti: venti a Parigi, sedici a Marsiglia, nove a Lione. Mentre il comune è amministrato da un consiglio municipale, che a Parigi è denominato Consiglio di Parigi e da un sindaco (maire), ciascun arrondissement ha un consiglio d'arrondissement presieduto da un maire d'arrondissement. Il consiglio d'arrondissement è composto per un terzo da consiglieri municipali eletti a livello comunale e per due terzi da consiglieri eletti a livello di arrondissement. Il maire d'arrondissement che viene eletto dal consiglio d'arrondissement deve essere un consigliere municipale.
La legge del 27 febbraio 2002, relativa al governo locale, ha accresciuto i poteri del consiglio d'arrondissement e del maire d'arrondissement.

## Storia
I dodici antichi arrondissement di Parigi istituiti nel 1795 sono divenuti venti nel 1860 a seguito dell'estensione del perimetro del comune.
Gli arrondissement di Lione sono stati creati nel 1852, il numero di iniziale di cinque è stato gradualmente ampliato, nel periodo dal 1867 al 1964, fino a raggiungere l'attuale numero di nove.
I sedici arrondissement di Marsiglia sono stati creati nel 1946.
Diversamente da quanto avviene nel resto della Francia, dove le circoscrizioni elettorali per le elezioni comunali coincidono con il perimetro del comune, per le città interessate dalla riorganizzazione amministrativa della legge PML, la legge elettorale (Code électoral) utilizza gli arrondissement municipali per la definizione dei settori elettorali che concorrono all'elezione del Consiglio di Parigi e dei consigli comunali di Marsiglia e Lione.
Nel 1975, gli arrondissement di Parigi, Lione e Marsiglia sono stati utilizzati per definire i settori elettorali per le elezioni comunali: a Parigi sono stati definiti diciotto settori elettorali (un settore per ciascun arrondissement con l'eccezione di due settori elettorali formati da due arrondissement ciascuno), nove a Lione (un settore elettorale per ciascun arrondissement  ) e otto a Marsiglia (un settore elettorale ogni due arrondissement ).
Nel 1982, la legge PLM ha dotato i distretti di consigli e sindaci eletti e ha modificato la ripartizione dei settori (un settore elettorale per ciascun arrondissement a Parigi e a Lione, un settore elettorale per un numero variabile di arrondissement da uno a quattro a Marsiglia). I settori di Marsiglia sono stati nuovamente ripartiti nel 1987 (un settore elettorale ogni due arrondissement).

## Funzioni del consiglio e del sindaco d'arrondissement
- Il consiglio d'arrondissement, per gli affari che interessano il proprio territorio, può indirizzare delle richieste scritte al sindaco del comune. Può inoltre richiedere al consiglio municipale di discutere tali affari.
- Il consiglio d'arrondissement, per i progetti la cui esecuzione avrà luogo sul proprio territorio, viene consultato dal consiglio municipale. Il consiglio d'arrondissement esprime in particolare la sua opinione sulle questioni concernenti le sovvenzioni alle associazioni locali e le modifiche al piano regolatore. Esso gestisce i servizi pubblici locali, ma deve ottenere il consenso del consiglio municipale per lanciare nuovi programmi d'implementazione.
- Le residenze la cui attribuzione riguarda il comune e che sono situate nell'arrondissement, sono assegnate per metà dal sindaco dell'arrondissement e per metà dal sindaco del comune.
- Il consiglio municipale e il sindaco del comune possono delegare certi poteri ai consigli e al sindaco d'arrondissement.
- Il sindaco d'arrondissement e i suoi assistenti sono ufficiali di stato civile all'interno dell'arrondissement.

Il consiglio d'arrondissement può creare dei consigli di quartiere. Questi permettono agli abitanti di riunirsi regolarmente per elaborare delle proposte relative alla vita del loro quartiere.